# Liste der Kardinalpriester von Sant’Onofrio
Folgende Kardinäle waren Kardinalpriester von Sant’Onofrio al Gianicolo:
- Philippe de Lénoncourt (1588–1592)
- Filippo Sega (1594–1596)
- Flaminio Piatti (1596–1600)
- Domenico Tosco (1604–1610)
- Maffeo Barberini (1610–1623)
- Francesco Barberini pro illa vice Titeldiakonie (1623–1624)
- Antonio Marcello Barberini OFMCap (1624–1637)
- vakant (1637–1645)
- Orazio Giustiniani CO (1645–1649)
- Giovanni Girolamo Lomellini (1652–1659)
- Benedetto Odescalchi (1659–1676)
- Piero Bonsi (1676–1689)
- Wilhelm Egon von Fürstenberg (1689–1704)
- Orazio Filippo Spada (1707–1724)
- Vincenzo Petra (1724–1737)
- vakant (1737–1744)
- Francesco Lando (1744–1745)
- vakant (1745–1749)
- Giovanni Battista Mesmer (1749–1760)
- vakant (1760–1773)
- Giovanni Battista Braschi (1773–1775)
- Marco Antonio Marcolini (1777–1782)
- vakant (1782–1794)
- Giovanni Battista Caprara (1794–1810)
- vakant (1810–1816)
- Giovanni Battista Zauli (1816–1819)
- Luigi Frezza (1836–1837)
- Giuseppe Mezzofanti (1838–1849)
- Carlo Luigi Morichini (1852–1877)
- Francesco Saverio Apuzzo (1877–1880)
- vakant (1880–1894)
- Domenico Svampa (1894–1907)
- Pierre-Paulin Andrieu (1907–1935)
- Emmanuel Suhard (1935–1949)
- José Garibi y Rivera (1958–1972)
- Pio Taofinu’u SM (1973–2006)
- Carlo Furno (2006–2015)